# Vincent Beretti

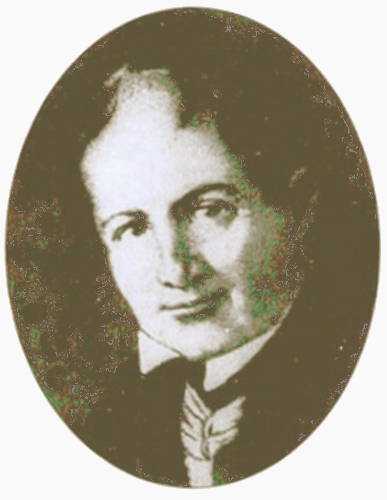
Vincent Beretti (1781–1842)

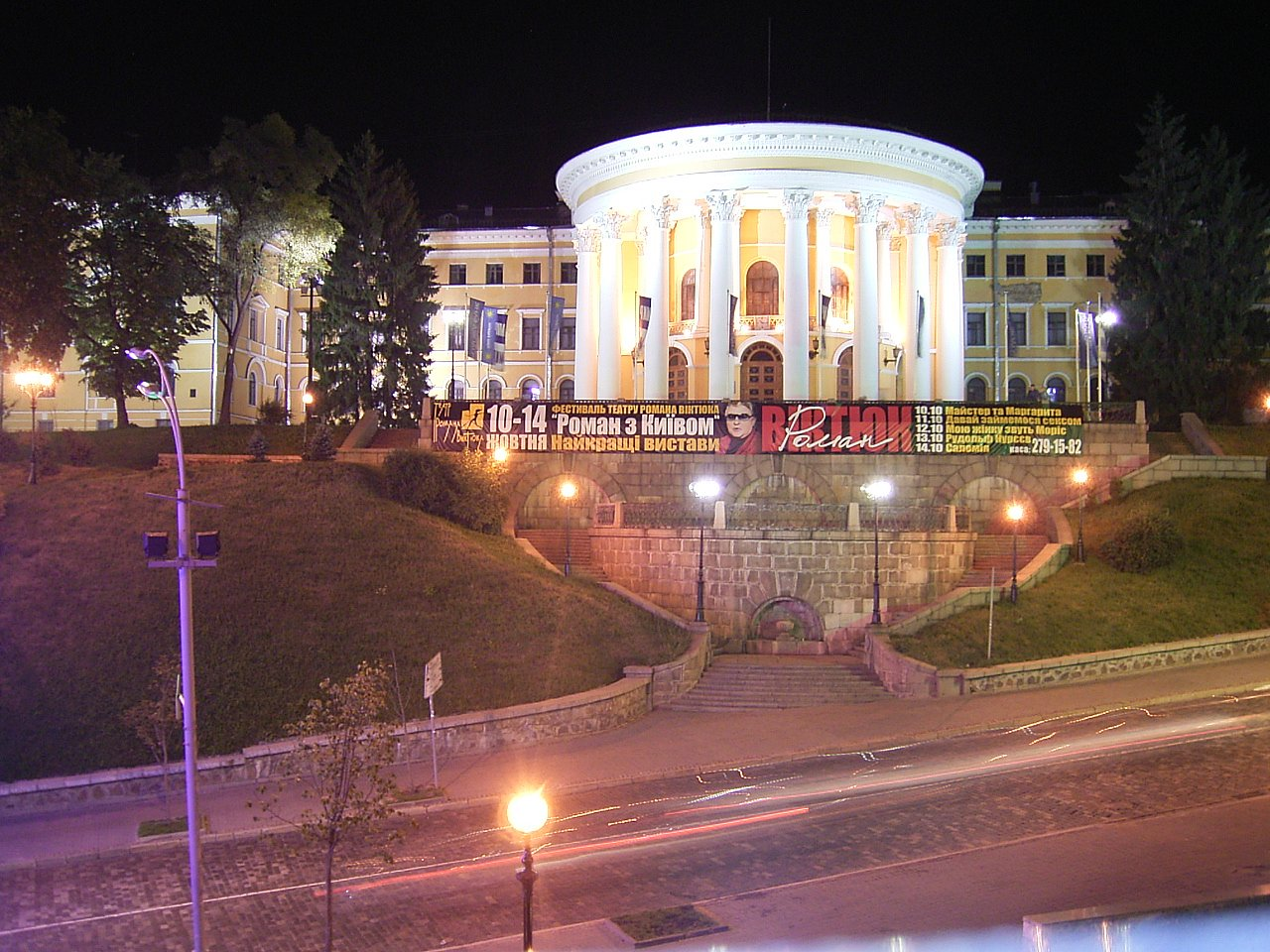
Kiewer Institut für edle Jungfrauen, der heutige Oktober-Palast (1838–1842)

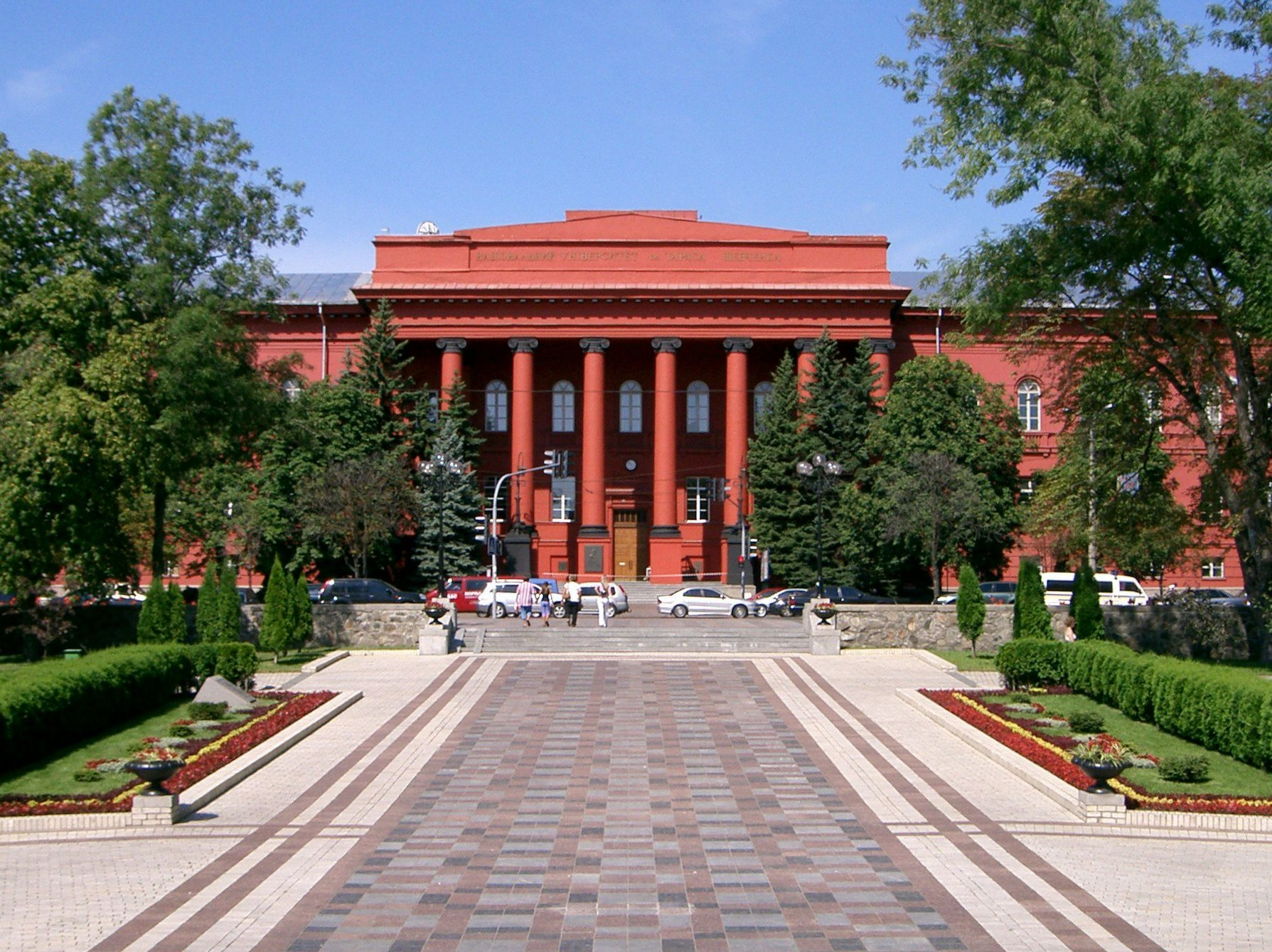
Rotes Universitätsgebäude der Taras-Schewtschenko-Universität (1837–1843)

Vincent Beretti (ukrainisch Вінченцо-Савеліо-Йосиф-Антоніо Беретті Wintschenzo-Sawelio-Jossyf-Antonio Beretti, ukrainisiert Вікентій Іванович Беретті Wikentij Iwanowytsch Beretti, russisch Викентий Иванович Беретти Wikenti Iwanowitsch Beretti; * 14. Juni 1781 in Rom; † 18. Augustjul. / 30. August 1842greg. in Kiew) war ein russischer und ukrainischer Architekt italienischer Abstammung.

## Leben
Er war ein prominenter Vertreter des Klassizismus der ersten Hälfte des 19. Jahrhunderts. Der Architekt von mehr als 250 Projekten, darunter das „Kiewer Institut für edle Jungfrauen“ (heute Oktober-Palast) und das „Rote Gebäude“ der Taras-Schewtschenko-Universität  in Kiew, studierte von 1798 bis 1804 an der Russischen Kunstakademie in Sankt Petersburg, an der er ab 1831 Professor für Architektur war. Von 1837 bis zu seinem Tod war Beretti an der Universität Kiew beschäftigt.
Er starb 61-jährig in Kiew und wurde dort auf dem Baikowe-Friedhof beerdigt.
In Kiew ist eine Straße nach ihm benannt. Sein Sohn Oleksandr Beretti (ukrainisch Олександр Вікентійович Беретті; 1816–1895) war ebenfalls Architekt in Kiew.